# Diocese de Susa
A Diocese de Susa (Dioecesis Segusiensis) é uma circunscrição eclesiástica da Igreja Católica na Itália, pertencente à Província Eclesiástica do Piemonte e à Conferenza Episcopale Italiana, sendo sufragânea da Arquidiocese de Turim.
A sé episcopal está no Duomo de Susa, província de Turim.

## Território
Em 2005 contava 64.000 batizados, numa população de 65.500 habitantes. As paroquias da diocese são 62.

## História
A diocese foi erguida em 3 de agosto 1772 por Papa Clemente XIV com a bula Quod nobis, cortando um pouco da Arquidiocese de Turim e da Diocese de Pinerolo.
O primeiro bispo foi Dom José Maria Ferraris, conde de Genola, ingressando na diocese em 22 de novembro 1778.
A diocese foi suprimida, juntamente com a Abadia nullius de São Miguel, na época de Napoleão, 1803 e restablecida em 17 de julho 1817. A Abadia também foi reaberta, mas perdeu o tìtulo nullius e foi incluìda na diocese.

## Cronologia dos Bispos do seculo XX
| #                        | Nome                                          | Período      | Notas                     |
| Bispos                   | Bispos                                        | Bispos       | Bispos                    |
| ------------------------ | --------------------------------------------- | ------------ | ------------------------- |
| 17º                      | Roberto Repole                                | 2022 - atual |                           |
| 16º                      | Alfonso Badini Confalonieri                   | 2000 - 2019  |                           |
| 15º                      | Vittorio Bernardetto †                        | 1978 - 2000  |                           |
| 14º                      | Giuseppe Garneri †                            | 1954 - 1978  |                           |
| 13º                      | Giovanni Giorgis †                            | 1953 - 1954  |                           |
| 12º                      | Umberto Ugliengo †                            | 1932 - 1953  |                           |
| 11º                      | Umberto Rossi †                               | 1921 - 1932  | Nomeado Bispo de Asti     |
| 10º                      | Giuseppe Castelli †                           | 1911 - 1920  | Nomeado Bispo de Cuneo    |
| 9º                       | Carlo Marozio †                               | 1903 - 1910  |                           |
| 8º                       | Bl. Edoardo Giuseppe Rosaz †                  | 1877 - 1903  |                           |
| 7º                       | Federico Mascaretti, O.Carm. †                | 1872 - 1877  |                           |
| 6º                       | Giovanni Antonio Odone †                      | 1845 - 1866  |                           |
| 5º                       | Pio Vincenzo Forzani †                        | 1839 - 1844  | Nomeado Bispo de Vigevano |
| 4º                       | Pietro Antonio Cirio †                        | 1832- 1838   |                           |
| 3º                       | Francesco Vincenzo Lombard †                  | 1824- 1830   |                           |
| 2º                       | Giuseppe Prin †                               | 1817 - 1822  |                           |
| 1º                       | Giuseppe Francesco Maria Ferraris da Genola † | 1778 - 1800  | Nomeado Bispo de Saluzzo  |
| Bispos auxiliares        |                                               |              |                           |
|                          | Giuseppe Garneri                              | 1954         | Elevado a Bispo           |
| Administrador Apostolico |                                               |              |                           |
|                          | Cesare Nosiglia                               | 2019 - 2022  | Arcebispo de Turim        |